# Circuito di Croft
Il circuito di Croft è un tracciato situato nel North Yorkshire in Inghilterra. Il circuito, inizialmente ricavato sul terreno di un aeroporto, è lungo 3,4 km (2,1 miglia). Su questa pista si svolgono gare del BTCC (campionato turismo) e del campionato Superbike britannico.

## Storia
La prima gara conosciuta svoltasi su questo circuito risale agli anni venti ma è solo dopo la fine della seconda guerra mondiale che il circuito diventa importante per le competizioni.
Nel periodo del conflitto venne realizzato su questo tracciato un aeroporto utilizzato dallo Sq. 419 canadese. Nel 1947 l'imprenditore John Neasham acquisisce l'affitto della struttura aeroportuale e vi fonda il Darlington and District Aero Club. Questa organizzazione utilizza per cinque anni la struttura che in seguito cade in disuso.
Risale a questo periodo il primo utilizzo, in modo non ufficiale, dell'aeroporto come tracciato per competizioni motoristiche. Nel 1962 Bruce Ropner, insieme ad altri, acquisirono ad un'asta pubblica i diritti sul terreno e completarono il tracciato. La prima inaugurazione avvenne il 3 agosto 1964 e alla manifestazione partecipò un pubblico molto numeroso. In seguito il tracciato ha ospitato numerosi eventi di carattere nazionale e internazionale oltre molti nomi famosi del mondo dei motori.
Lentamente però l'attenzione del pubblico si concentrò sui circuiti situati nella zona meridionale del paese, Brands Hatch e Silverstone e dal 1967 Croft ha iniziato ad accogliere le gare di Rallycross piuttosto che le gare di velocità. Nel 1987 e nel 1990 si è svolta su questo tracciato la Coppa Internazionale FIA di specialità.
Con l'attenzione catalizzata dalle gare di Rallycross venne deciso di ripristinare anche le manifestazioni su pista sia per le moto che per le automobili. Il tracciato venne quindi sottoposto ad una grande trasformazione. La pista venne portata a 3,3 km (2,1 miglia) e vennero realizzati nuovi box. I lavori hanno interessato anche il paddock, gli spalti per il pubblico.